# Team Hälsingland

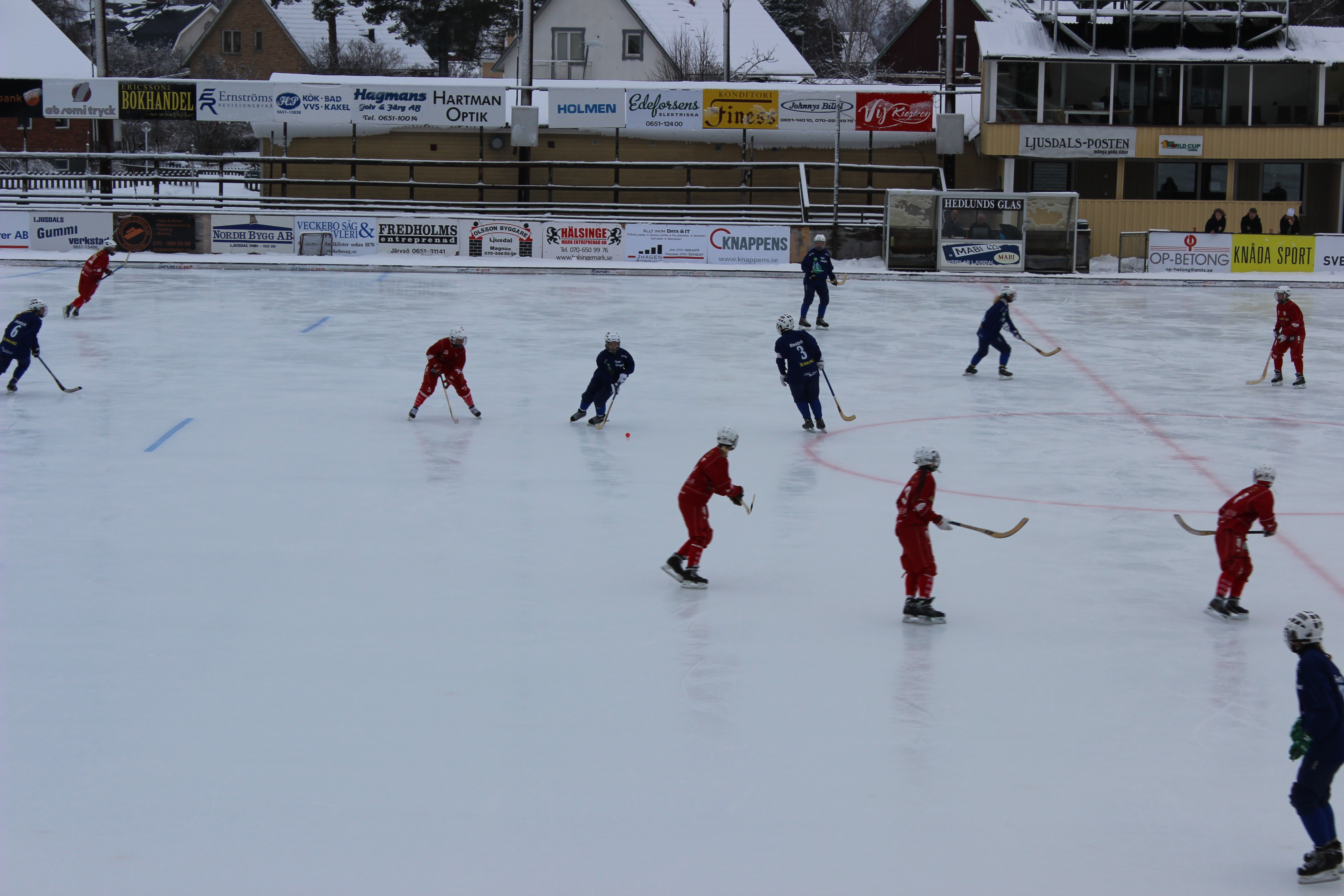
Team Hälsingland (Blått) möter Härnösand (rött)

Team Hälsingland (formellt Bollnäs TH, folkmun: TH) var ett dambandylag som spelade i Allsvenskan Dam Norr. Efter säsongen 2016/2017 lades verksamheten ner. Det var under största delen av tiden Hälsinglands enda damlag på A-lagsnivå. 
Den 4 oktober 2009 bildades Team Hälsinglands damlag officiellt. Team Hälsingland är ett samarbete mellan klubbarna Bollnäs GoIF, Broberg/Söderhamn Bandy, Edsbyns IF och Ljusdals BK. Hemmaarenan, och där hemmamatcherna spelas, är Sävstaås IP i Bollnäs. Träningarna kan hållas på alla fyra orter men förläggs oftast i Bollnäs.
I oktober 2014 blev Team Hälsingland nominerade i ALS Ice bucket challenge av Strands IF handboll vilket de accepterade. Sedan valde de att nominera bandylaget Sandvikens AIK damer, fotbollslaget Edsbyns IF FF och Ljusdals IF.

## Historia
Sommaren 2009 bestämde sig Edsbyns IF att lägga ned sitt damelitlag i bandy. Broberg/Söderhamn, Edsbyns IF och Ljusdals BK hade ungdomsverksamhet för flickor upp till 15 år medan Bollnäs GoIF hade till 17 år. Efter det så fanns det inget lag att spela i. Planerna för ett Team Hälsingland föddes våren 2009 och det drevs som ett Sisu-projekt av Bengt Sandström. Han fick också hjälp av Linda Fransson från Hälsinglands Bandyförbund. Söndagen den 4 oktober 2009 träffades spelare från alla fyra klubbarna i Bollnäs. Totalt fanns då 28 spelare att tillgå. Deras första stora matcher blev i Women World Cup som spelas i Edsbyn. I cupen gick det bra för det nybildade laget som slutade på en tredje plats och vann då brons.

### Bollnäs TH
Inför säsongen 2015/2016 tvingades Team Hälsingland omstrukturera då styrelsen upplöst och flera spelare lämnat laget. Den helt nya organisationen ingår i Bollnäs bandy under namnet "Bollnäs Team Hälsingland". Enligt Bollnäs klubbchef Robert Lindgren var det ingen i den gamla styrelsen som ville ta på sig uppdraget och då bestämdes det att Bollnäs skulle kliva in och ta över. 
Sedan Bollnäs tog över Team Hälsinglands organisation går de under Bollnäs Bandys styrelse men har en egen Bollnäs TH-kommitté bestående av representanter från samtliga samarbetsklubbar (Bollnäs, Broberg, Edsbyn och Ljusdal). Bollnäs GIF:s F17-tränare, Mikael Ingertoth, tillträde som huvudtränare tillsammans med Björn Ersmar (Bollnäs) och Ulf Lindberg (Edsbyn). Ett låneavtal med damelitklubben Sandvikens AIK instiftades vilket ger Team Hälsingland möjlighet att låna spelare som inte får speltid från Sandvikens egna lag och på samma sätt kan Sandvikens AIK låna in framstående spelare från Team Hälsingland för att prova spelet på högsta nivå.

## Ekonomi
Team Hälsingland har haft en väldigt tuff ekonomi. Trots elitserieklubbarna som Bollnäs, Broberg, Edsbyn och allsvenska klubben Ljusdal bakom sig har ekonomin inte varit i topp. I januari 2015 gick klubben ut med information att föreningen saknade 100 000 kr. Detta uppmärksammades i media och några dagar senare sponsrades Team Hälsingland med 10 000 kr av Elektra i Edsbyn med dåvarande VD Lars Lindh i spetsen. Tillsammans med de pengarna och spelarnas engagemang klarades säsongen ekonomiskt. 
När Bollnäs bandy klev in och tog över som styrelse hösten 2015 blev klubbens ekonomi betydligt starkare och går idag inte minus.
Varje år får Team Hälsingland 10 000 kronor vardera i bidrag från föreningarna Bollnäs GoIF, Brobergs IF, Edsbyns IF, och Ljusdals BK sedan lite lokalt stöd och lite från förbundet.
Ekonomin i dambandyn är inte särskilt stor generellt.